# After the Music Stops
After the Music Stops é o segundo álbum de estúdio lançado pelo artista de rap cristão Lecrae no dia 24 de setembro de 2006. O álbum recebeu uma indicação ao Dove Award na categoria Álbum Rap/Hip-Hop do Ano.
Na edição de julho-agosto de 2010 da MH Magazine, After the Music Stops ficou em segundo lugar na lista dos "top álbuns Hip Hop evangélicos de todos os tempos".

## Experiência
Após extensas turnês pelos Estados Unidos para grandes e pequenos locais, Lecrae lançou After the Music Stops com o intuito incentivar e promover valores cristãos, ao apresentar letras com ênfanse em temas relacionados à fé cristã e à pessoa de Jesus Cristo. 

## Prêmios
No ano de 2007, After the Music Stops foi indicado ao Dove Award na categoria Álbum Rap/Hip-Hop do Ano no 38º GMA Dove Awards. 